# Liste der Kulturgüter in Bissone
Die Liste der Kulturgüter in Bissone enthält alle Objekte in der Gemeinde Bissone im Kanton Tessin, die gemäss der Haager Konvention zum Schutz von Kulturgut bei bewaffneten Konflikten, dem Bundesgesetz vom 20. Juni 2014 über den Schutz der Kulturgüter bei bewaffneten Konflikten sowie der Verordnung vom 29. Oktober 2014 über den Schutz der Kulturgüter bei bewaffneten Konflikten unter Schutz stehen.
Objekte der Kategorien A und B sind vollständig in der Liste enthalten, Objekte der Kategorie C fehlen zurzeit (Stand: 1. Januar 2023).

## Kulturgüter
| Foto |                                                                    | Objekt                                                                          | Kat. | Typ | Standort                                     | Beschreibung |
| ---- | ------------------------------------------------------------------ | ------------------------------------------------------------------------------- | ---- | --- | -------------------------------------------- | ------------ |
| ja   | Datei hochladen · Wikidata zu Pfarrkirche San Carpoforo (Q3669753) | Pfarrkirche San Carpoforo / Chiesa parrocchiale di San Carpoforo KGS-Nr.: 05321 | A    | G   | Via Maroggia 282a.99 718455 / 89753          |              |
| ja   | Datei hochladen · Wikidata zu Oratorium San Rocco (Q3671868)       | Oratorium San Rocco / Oratorio di San Rocco KGS-Nr.: 05322                      | B    | G   | Piazza Francesco Borromini 718312 / 89993    |              |
| ja   | Datei hochladen · Wikidata zu Haus Casellini (Q29884053)           | Haus Casellini / Casa Casellini KGS-Nr.: 05324                                  | B    | G   | Piazza Francesco Borromini 11 718337 / 89931 |              |